# Estanislao Del Campo
Estanislao del Campo (n. 7 februarie 1834 - d. 6 noiembrie 1880) a fost un poet argentinian.

## Opera
Cea mai reprezentativă operă a autorului este poemul umoristic Fausto, apărut în 1866, care cuprinde impresiile sale la reprezentația lui Faust al lui Charles Gounod.
Sunt remarcabile fina observație realistă și redarea atmosferei locale.
În 1870, și-a publicat poeziile sub titlul  Poesías.